# Atletica leggera ai Giochi della XXXI Olimpiade - 400 metri piani femminili

Video ufficiale della Finale

I 400 metri piani hanno fatto parte del programma femminile di atletica leggera ai Giochi della XXXI Olimpiade. La competizione si è svolta nei giorni dal 13 al 15 agosto allo Stadio Nilton Santos di Rio de Janeiro.

## Presenze ed assenze delle campionesse in carica
Per i campionati europei si considera l'edizione del 2014.
| Competizione         | Atleta              | Prestazione | Rio 2016    |
| -------------------- | ------------------- | ----------- | ----------- |
| Olimpiadi 2012       | Sanya Richards      | 49”55       | Infortunata |
| Commonwealth 2014    | Stephenie McPherson | 50”67       | Presente    |
| Europei 2014         | Libania Grenot      | 51”10       | Presente    |
| Asiatici 2014        | Kemi Adekoya        | 51”59       | Presente    |
| Panamericani 2015    | Kendall Baisden     | 51”27       | Assente     |
| Africani 2015        | Kabange Mupopo      | 50”22       | Presente    |
| Mondiali 2015        | Allyson Felix       | 49”26       | Presente    |
|                      |                     |             |             |
| Mondiali junior 2012 | Ashley Spencer      | 50”50       | 400 hs      |

1. ↑  In batteria stabilisce il nuovo record dei Giochi con 51"11.

## La gara
Phyllis Francis è la più veloce nel primo turno (50”58).

In semifinale ben quattro atlete corrono sotto i 50 secondi. Nella seconda, Shericka Jackson batte Natasha Hastings (49”83 a 49”90) e nella terza Allyson Felix batte Shaunae Miller (49”67 a 49”91).
In finale, dopo i primi 100 metri è leggermente davanti a tutte la Hastings; ai 200 metri viene raggiunta da Shaunae Miller che spinge con tutte le sue forze. Dietro di lei Allyson Felix corre distribuendo intelligentemente lo sforzo.
All'inizio della dirittura d'arrivo la Miller è ancora in testa, ma inizia a perdere le forze. La Felix, tre corsie alla sua sinistra, le è vicinissima e a 10 metri dall'arrivo dà l'impressione di poterla sopravanzare. La Miller, esausta, si butta letteralmente sul traguardo. Vince con 7 centesimi sull'americana poi si lascia cadere a terra, esausta.
 Terza la giamaicana Jackson.

## Risultati

### Batterie
Qualificazione: i primi due di ogni batteria (Q) e gli 8 successivi migliori tempi (q).

#### Batteria 1
| Posizione | Corsia | Nome                    | Nazionalità | Tempo | Note                                     |
| --------- | ------ | ----------------------- | ----------- | ----- | ---------------------------------------- |
| 1         | 3      | Stephenie Ann McPherson | Giamaica    | 51"36 | Q                                        |
| 2         | 2      | Patience Okon George    | Nigeria     | 51"83 | Q                                        |
| 3         | 4      | Anneliese Rubie         | Australia   | 51"92 | q                                        |
| 4         | 5      | Yuliya Olishevska       | Ucraina     | 52"45 |                                          |
| 5         | 6      | Djénébou Danté          | Mali        | 52"85 |                                          |
| 6         | 7      | Nirmala Sheoran         | India       | 53"03 |                                          |
| 7         | 8      | Gunta Latiševa-Čudare   | Lettonia    | 53"08 | Miglior prestazione personale stagionale |

#### Batteria 2
| Posizione | Corsia | Nome               | Nazionalità   | Tempo | Note                                     |
| --------- | ------ | ------------------ | ------------- | ----- | ---------------------------------------- |
| 1         | 3      | Allyson Felix      | Stati Uniti   | 51"24 | Q                                        |
| 2         | 5      | Olha Zemlyak       | Ucraina       | 51"40 | Q                                        |
| 3         | 4      | Tamara Salaški     | Serbia        | 52"70 |                                          |
| 4         | 7      | Tsholofelo Thipe   | Sudafrica     | 52"80 |                                          |
| 5         | 6      | Iveta Putálová     | Slovacchia    | 52"82 | Miglior prestazione personale stagionale |
| 6         | 8      | Aauri Bokesa       | Spagna        | 53"51 |                                          |
| 7         | 2      | Seren Bundy-Davies | Gran Bretagna | 53"63 |                                          |

#### Batteria 3
| Posizione | Corsia | Nome                   | Nazionalità | Tempo | Note |
| --------- | ------ | ---------------------- | ----------- | ----- | ---- |
| 1         | 3      | Phyllis Francis        | Stati Uniti | 50"58 | Q    |
| 2         | 5      | Kemi Adekoya           | Bahrein     | 50"72 | Q    |
| 3         | 2      | Margaret Bamgbose      | Nigeria     | 51"43 | q    |
| 4         | 7      | Patrycja Wyciszkiewicz | Polonia     | 52"02 | q    |
| 5         | 6      | Alicia Brown           | Canada      | 52"27 |      |
| 6         | 4      | Jailma de Lima         | Brasile     | 52"65 |      |
| 7         | 8      | Justine Palframan      | Sudafrica   | 53"96 |      |

#### Batteria 4
| Posizione | Corsia | Nome                     | Nazionalità   | Tempo | Note |
| --------- | ------ | ------------------------ | ------------- | ----- | ---- |
| 1         | 5      | Natasha Hastings         | Stati Uniti   | 51"31 | Q    |
| 2         | 8      | Christine Ohuruogu       | Gran Bretagna | 51"40 | Q    |
| 3         | 2      | Maria Benedicta Chigbolu | Italia        | 52"06 |      |
| 4         | 6      | Lydia Jele               | Botswana      | 52"24 |      |
| 5         | 7      | Olha Bibik               | Ucraina       | 52"33 |      |
| 6         | 4      | Kendra Clarke            | Canada        | 53"61 |      |
| 7         | 3      | Vijona Kryeziu           | Kosovo        | 54"30 |      |

#### Batteria 5
| Posizione | Corsia | Nome             | Nazionalità               | Tempo | Note                                     |
| --------- | ------ | ---------------- | ------------------------- | ----- | ---------------------------------------- |
| 1         | 5      | Shaunae Miller   | Bahamas                   | 51"16 | Q                                        |
| 2         | 7      | Morgan Mitchell  | Australia                 | 51"30 | Q                                        |
| 3         | 3      | Ruth Spelmeyer   | Germania                  | 51"43 | q                                        |
| 4         | 6      | Emily Diamond    | Gran Bretagna             | 51"76 | q                                        |
| 5         | 4      | Kanika Beckles   | Grenada                   | 52"41 | Miglior prestazione personale stagionale |
| 6         | 8      | Bianca Răzor     | Romania                   | 52"42 | Miglior prestazione personale stagionale |
| 7         | 2      | Kineke Alexander | Saint Vincent e Grenadine | 52"45 |                                          |

#### Batteria 6
| Posizione | Corsia | Nome             | Nazionalità | Tempo   | Note |
| --------- | ------ | ---------------- | ----------- | ------- | ---- |
| 1         | 6      | Salwa Eid Naser  | Bahrein     | 51"06   | Q    |
| 2         | 4      | Libania Grenot   | Italia      | 51"17   | Q    |
| 3         | 3      | Floria Gueï      | Francia     | 51"29   | q    |
| 4         | 1      | Cátia Azevedo    | Portogallo  | 52"38   |      |
| 5         | 8      | Mariam Kromah    | Liberia     | 52"79   |      |
| 6         | 2      | Nguyễn Thị Huyền | Vietnam     | 52"97   |      |
| 7         | 5      | Irini Vasiliou   | Grecia      | 54"37   |      |
| 8         | 7      | Maryan Nuh Muse  | Somalia     | 1'10"14 |      |

#### Batteria 7
| Posizione | Corsia | Nome                   | Nazionalità | Tempo   | Note |
| --------- | ------ | ---------------------- | ----------- | ------- | ---- |
| 1         | 8      | Shericka Jackson       | Giamaica    | 51"73   | Q    |
| 2         | 7      | Kabange Mupopo         | Zambia      | 51"76   | Q    |
| 3         | 2      | Justyna Święty         | Polonia     | 51"82   | q    |
| 4         | 5      | Christine Botlogetswe  | Botswana    | 52"37   |      |
| 5         | 4      | Omolara Omotosho       | Nigeria     | 53"22   |      |
| 6         | 6      | Elina Mikhina          | Kazakistan  | 53"83   |      |
| 7         | 3      | Dalal Mesfar Al-Harith | Qatar       | 1'07"12 |      |

#### Batteria 8
| Posizione | Corsia | Nome                     | Nazionalità | Tempo | Note |
| --------- | ------ | ------------------------ | ----------- | ----- | ---- |
| 1         | 2      | Christine Day            | Giamaica    | 51"54 | Q    |
| 2         | 8      | Carline Muir             | Canada      | 51"57 | Q    |
| 3         | 4      | Małgorzata Hołub         | Polonia     | 51"80 | q    |
| 4         | 6      | Geisa Coutinho           | Brasile     | 52"05 |      |
| 5         | 7      | Aliyah Abrams            | Guyana      | 52"79 |      |
| 6         | 5      | Mariama Mamoudou Ittatou | Niger       | 54"32 |      |
| dq        | 3      | Anastassya Kudinova      | Kazakistan  | 56"03 |      |

### Semifinali
Qualificazione: i primi due di ogni semifinale (Q) e i 2 seguenti migliori tempi (q).

#### Semifinale 1
| Posizione | Corsia | Nome                    | Nazionalità   | Tempo | Note |
| --------- | ------ | ----------------------- | ------------- | ----- | ---- |
| 1         | 6      | Phyllis Francis         | Stati Uniti   | 50"31 | Q    |
| 2         | 5      | Stephenie Ann McPherson | Giamaica      | 50"69 | Q    |
| 3         | 4      | Olha Zemlyak            | Ucraina       | 50"75 | q    |
| 4         | 3      | Kemi Adekoya            | Bahrein       | 50"88 |      |
| 5         | 7      | Christine Ohuruogu      | Gran Bretagna | 51"22 |      |
| 6         | 2      | Ruth Spelmeyer          | Germania      | 51"61 |      |
| 7         | 8      | Margaret Bamgbose       | Nigeria       | 51"92 |      |
| 8         | 1      | Patrycja Wyciszkiewicz  | Polonia       | 52"51 |      |

#### Semifinale 2
| Posizione | Corsia | Nome             | Nazionalità   | Tempo | Note                          |
| --------- | ------ | ---------------- | ------------- | ----- | ----------------------------- |
| 1         | 6      | Shericka Jackson | Giamaica      | 49"83 | Q                             |
| 2         | 5      | Natasha Hastings | Stati Uniti   | 49"90 | Q                             |
| 3         | 3      | Salwa Eid Naser  | Bahrein       | 50"88 | Miglior prestazione personale |
| 4         | 8      | Floria Gueï      | Francia       | 51"08 |                               |
| 5         | 7      | Carline Muir     | Canada        | 51"11 |                               |
| 6         | 1      | Emily Diamond    | Gran Bretagna | 51"49 |                               |
| 7         | 2      | Małgorzata Hołub | Polonia       | 51"93 |                               |
| 8         | 4      | Morgan Mitchell  | Australia     | 52"68 |                               |

#### Semifinale 3
| Posizione | Corsia | Nome                 | Nazionalità | Tempo | Note |
| --------- | ------ | -------------------- | ----------- | ----- | ---- |
| 1         | 3      | Allyson Felix        | Stati Uniti | 49"67 | Q    |
| 2         | 4      | Shaunae Miller       | Bahamas     | 49"91 | Q    |
| 3         | 6      | Libania Grenot       | Italia      | 50"60 | q    |
| 4         | 5      | Christine Day        | Giamaica    | 51"53 |      |
| 5         | 1      | Justyna Święty       | Polonia     | 51"62 |      |
| 6         | 2      | Anneliese Rubie      | Australia   | 51"96 |      |
| 7         | 8      | Kabange Mupopo       | Zambia      | 52"04 |      |
| 8         | 7      | Patience Okon George | Nigeria     | 52"52 |      |

### Finale
| Record mondiale      | Marita Koch      | 47"60 | Canberra | 6 ottobre 1985 |
| Record olimpico      | Marie-José Pérec | 48"25 | Atlanta  | 29 luglio 1996 |
| Capolista stagionale | Shaunae Miller   | 49"55 | Londra   | 22 luglio 2016 |

Lunedì 15 agosto, ore 22:45.
| Pos.    | Atleta                  | Età | Nazione     | Tempo | Note |
| ------- | ----------------------- | --- | ----------- | ----- | ---- |
| Oro     | Shaunae Miller          | 22  | Bahamas     | 49"44 |      |
| Argento | Allyson Felix           | 31  | Stati Uniti | 49"51 |      |
| Bronzo  | Shericka Jackson        | 22  | Giamaica    | 49"85 |      |
| 4       | Natasha Hastings        | 30  | Stati Uniti | 50"34 |      |
| 5       | Phyllis Francis         | 24  | Stati Uniti | 50"41 |      |
| 6       | Stephenie Ann McPherson | 28  | Giamaica    | 50"97 |      |
| 7       | Olha Zemlyak            | 26  | Ucraina     | 51"24 |      |
| 8       | Libania Grenot          | 33  | Italia      | 51"25 |      |